# Soldatenfriedhof Zakopane

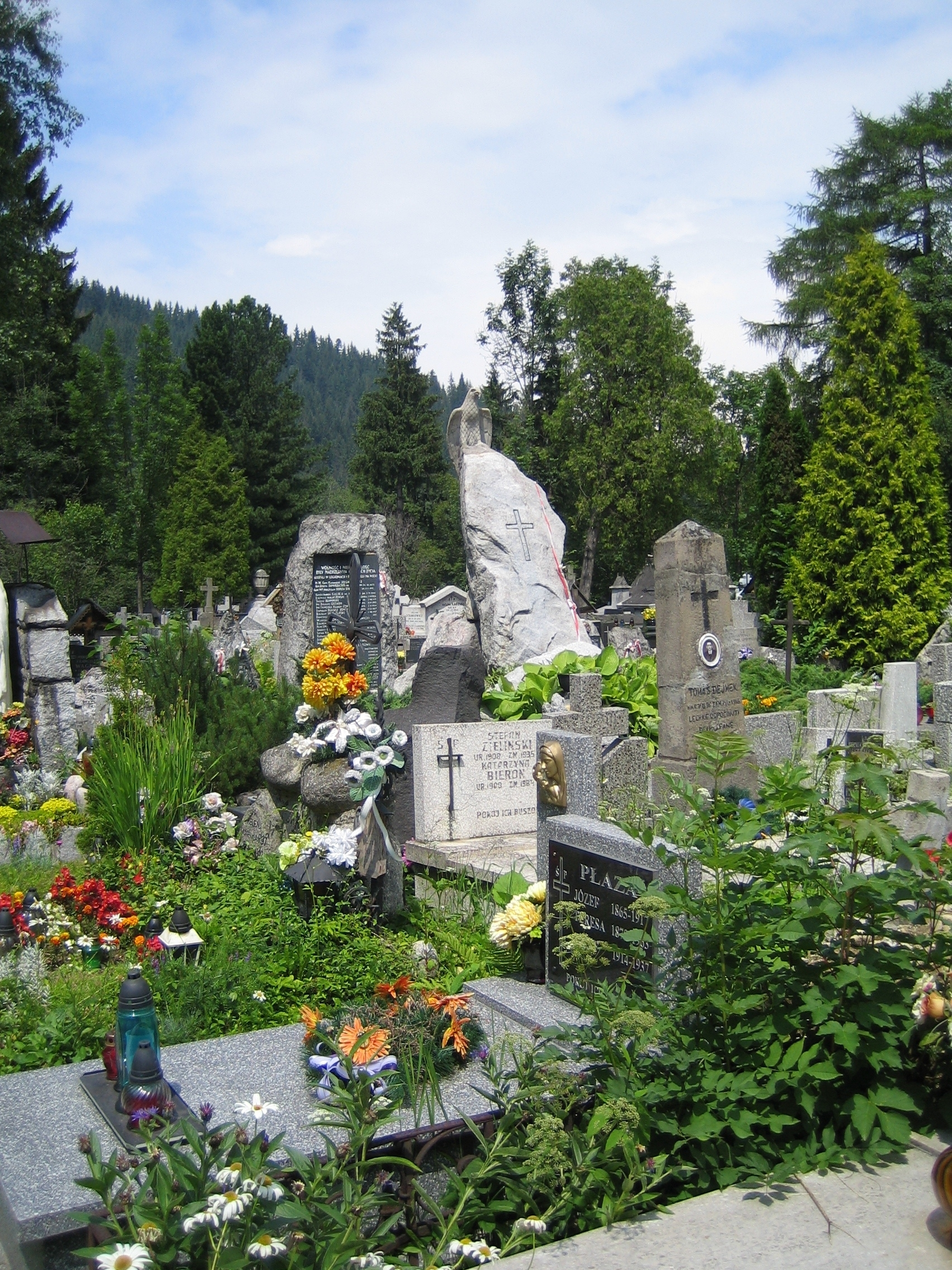
Soldatenfriedhof Nr. 378 in Zakopane (Juli 2005)

Der Soldatenfriedhof Nr. 378 in Zakopane wurde während des Ersten Weltkriegs errichtet. Er ist Teil des Neuen Friedhofs. Die Nummer 378 bezieht sich auf die Nummerierung der Soldatenfriedhöfe in Westgalizien.

## Geschichte
Der Friedhof wurde bereits kurz nach Kriegsausbruch 1914 als Soldatenfriedhof in Westgalizien angelegt. An der Ostfront gefallene Soldaten der k. und k. Monarchie wurden hier in zwei Massengräbern bestattet.

## Lage
Der Friedhof befindet sich im Zentrum Zakopanes und ist über die Zakopianka angeschlossen.

## Andere Friedhöfe in Zakopane
- Alter Friedhof in Zakopane
- Neuer Friedhof in Zakopane
- Jüdischer Friedhof in Zakopane